# São João do Marinheiro
São João do Marinheiro é um distrito do município brasileiro de Cardoso, no interior do estado de São Paulo.

## História

### Origem
O distrito tem origem no povoado de São João do Marinheiro.

### Formação administrativa
- Distrito criado pela Lei n° 8.092 de 28/02/1964, com sede no povoado de igual nome e com território desmembrado do distrito de Mira Estrela[4][5].

### Pedido de emancipação
O distrito tentou a emancipação político-administrativa e ser elevado à município, através de processo que deu entrada na Assembléia Legislativa do Estado de São Paulo no ano de 1990, mas como não atendia os requisitos necessários exigidos por lei para tal finalidade, o processo foi arquivado.

## Geografia

### Demografia

#### População urbana
| Crescimento população urbana | Crescimento população urbana | Crescimento população urbana | Crescimento população urbana |
| Censo                        | Pop.                         |                              | %±                           |
| ---------------------------- | ---------------------------- | ---------------------------- | ---------------------------- |
| 1970                         | 950                          |                              | —                            |
| 1980                         | 847                          |                              | −10,8%                       |
| 1991                         | 861                          |                              | 1,7%                         |
| 2000                         | 821                          |                              | −4,6%                        |
| 2010                         | 797                          |                              | −2,9%                        |
| 2022                         | 758                          |                              | −4,9%                        |
| Fonte: IBGE e Fundação SEADE |                              |                              |                              |

#### População total
Pelo Censo 2010 (IBGE) a população total do distrito era de 1 040 habitantes.

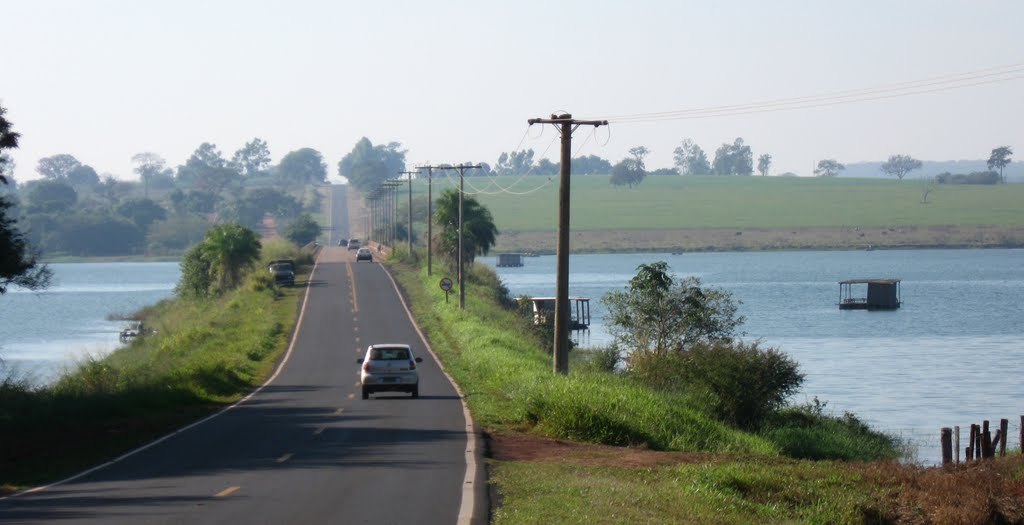
Ponte sobre o Rio Marinheiro.

### Área territorial
A área territorial do distrito é de 86,950 km².

### Rodovias
O principal acesso ao distrito é a estrada vicinal Cardoso-Mira Estrela.

### Hidrografia
- Rio Marinheiro

## Serviços públicos

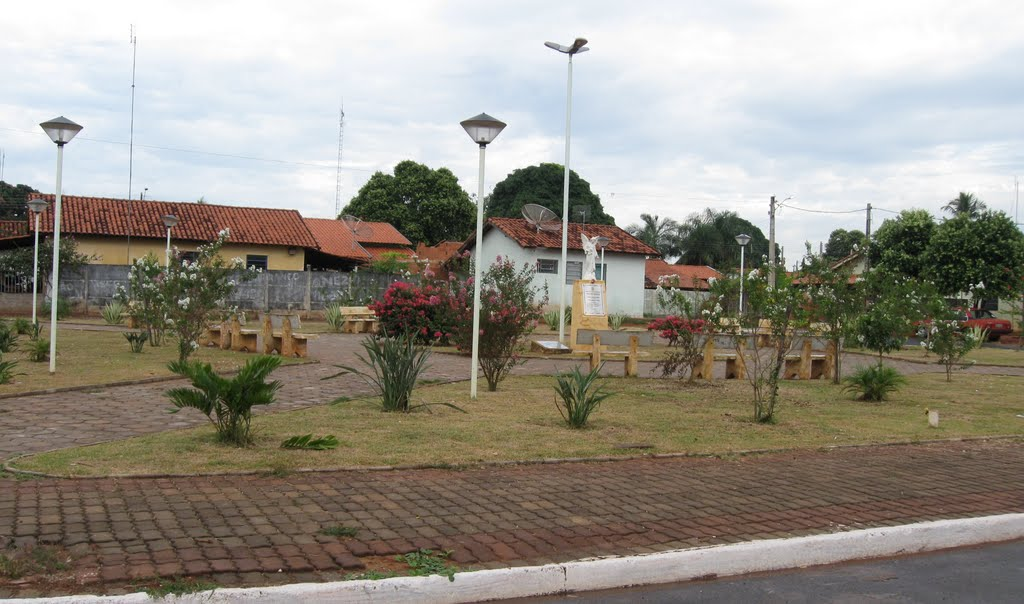
Aspecto local.

### Registro civil
Atualmente é feito na sede do município, pois o Cartório de Registro Civil das Pessoas Naturais do distrito foi extinto pelo  Tribunal de Justiça do Estado de São Paulo, e seu acervo foi recolhido ao cartório do distrito sede.

### Saneamento
O serviço de abastecimento de água é feito pela Companhia de Saneamento Básico do Estado de São Paulo (SABESP).

### Energia
A responsável pelo abastecimento de energia elétrica é a Neoenergia Elektro, antiga CESP.

### Telecomunicações
O distrito era atendido pela Telecomunicações de São Paulo (TELESP), que inaugurou a central telefônica utilizada até os dias atuais. Em 1998 esta empresa foi vendida para a Telefônica, que em 2012 adotou a marca Vivo para suas operações.

## Lazer
O rio Marinheiro, braço da Represa de Água Vermelha no rio Grande, é muito conhecido pela pesca esportiva de tucunarés e tilápias.

## Atividades econômicas
As principais atividades econômicas são a pesca e as culturas de laranja e cana-de-açúcar.

## Religião
O Cristianismo se faz presente no distrito da seguinte forma:

### Igreja Católica
- A igreja faz parte da Diocese de Votuporanga[23].

### Igrejas Evangélicas
- Congregação Cristã no Brasil[24].